# Ишкова, Галина Семёновна
Галина Семёновна Ишкова (24 августа 1927, село Юдиха, Тюменцевский район, Сибирский край — 1 декабря 2008, Казань) — советская и российская актриса театра, народная артистка РСФСР (1980).

## Биография
Галина Семёновна Ишкова родилась 24 августа 1927 года в селе Юдиха (Тюменцевский район, Сибирский край). В годы Великой Отечественной войны ученицей лаборанта коксохимической лаборатории металлургического комбината.
В 1948 году окончила студию при драматическом театре им. Ленинского комсомола Анжеро-Судженска. Одновременно, в 1945—1951 годах играла в этом театре. В 1951—1953 годах играла в Ачинском драматическом театре, в 1953—1965 годах служила в Кемеровском театре драмы, в 1965—1966 годах — в Тамбовском областном театре драмы.
В 1966—2008 годах была актрисой Казанского русского Большого драматического театра имени В. И. Качалова, где за 42 года сыграла более ста ролей, многие из которых вошли в золотой фонд театрального искусства Татарстана. 
Умерла 1 декабря 2008 года в Казани. Похоронена на Арском кладбище рядом с мужем.

### Семья
- Муж — актёр Пётр Павлович Бетев (1926—2002), народный артист РСФСР .
- Сын — Борис Петрович Бетев (род. 1949), главный инженер протезно-ортопедического завода[3].

## Награды и премии
- Заслуженная артистка РСФСР (8.07.1963).
- Народная артистка РСФСР (16.06.1980).
- Народная артистка Республики Татарстан (2002).
- Орден «Знак Почёта».
- Медаль Республики Татарстан «За доблестный труд».
- Медаль «В память 1000-летия Казани».

## Работы в театре
- «Ревнивая к самой себе» Тирсо де Молина — донья Магдалена
- «Хитроумная влюбленная» Лопе де Вега — Белиса
- «Баня» В. В. Маяковского — Поля
- «Таня» А. Н. Арбузова — Таня
- «Женитьба» Н. В. Гоголя — Фёкла
- «Коварство и любовь» Ф. Шиллера — Луиза Миллер
- «Дон Карлос» Ф. Шиллера — принцесса Эболи
- «Горячее сердце» А. Островского — Параша
- «Волки и овцы» А. Островского — Глафира
- «Снегурочка» А. Островского — Снегурочка
- «Варвары» М. Горького — Притыкина
- «Без ветрил» К. Тинчурина — Рокия
- «Иван и Мадонна» А. Кудрявцева — Марья
- «Живой труп» Л. Толстого — Анна Павловна
- «Дженни Герхард» Теодора Драйзера — Дженни
- «Обыкновенная история И. Гончарова — Тафаева
- «Месяц в деревне» И. Тургенева — Ислаева
- «Поминальная молитва» Г. И. Горина — Голда
- «Белое платье матери» Ш. Хусаинова — Саима
- «Традиционный сбор» В. С. Розова — Ольга Носова
- «Таланты и поклонники» А. Н. Островского — Домна Пантелеевна
- «На всякого мудреца довольно простоты» А. Островского — Глумова
- «Большевики» М. Ф. Шатрова — Мария Ильинична Ульянова
- «Семейный портрет с посторонним» С. Л. Лобозерова — Бабушка
- «Прошлым летом в Чулимске» А. В. Вампилова — Анна Васильевна
- «Последнее дело разведчика Шилова» В. К. Черных — буфетчица
- «Аморальная история» Э. Рязанова и Э. Брагинского — Старикова
- «Однажды в новогоднюю ночь» Э. Брагинского и Э. Рязанова — Надя
- «Темная история» П. Шеффера — миссис Фэрнивел
- «Восемь любящих женщин» Р. Тома — Огюстина
- «Банкрот» А. Н. Островского — Фоминична
- «Провинциальные анекдоты» А. Вампилова — Васюта
- «Дом, где разбиваются сердца» Б. Шоу — няня Гиннес
- «Тайна дома Вернье» Р. Тома по рассказу А. Кристи — мадам Вернье

## Фильмография
- 1976 — Легко быть добрым — мать Грудинина